# Zalakaros
Zalakaros és una vila i balneari a la província de Zala, Hongria.
Zalakaros és famosa per les seves termes. Va obtenir renom el 1967, quan prospeccions de petroli varen trobar una font d'aigua calenta a gairebé 96 °C (205 °F) a una profunditat de 1000 metres.
S'hi celebra anualment un important Festival d'Escacs, que sovint serveix de Campionat d'Hongria.

## Galeria

### Ciutats agermanades
Zalakaros està agermanada amb:
| - Puchheim, Alemanya - Asperhofen, Àustria |